# جامعه‌شناسی روستایی
جامعه‌شناسی روستایی (انگلیسی: Rural sociology) شاخه‌ای از جامعه‌شناسی است که موضوع آن مطالعهٔ جوامع روستایی است و برخلاف ساده‌انگاری عبارت‌های قالبی دربارهٔ زندگی روستایی، بر مطالعهٔ عمیق شیوه‌های زندگی روستایی و سیر تحول آن‌ها تأکید دارد. به عنوان یک رشته، بدنه مشخصی از دانش، رویکردهای تحقیقاتی خاص، تعهدات و گفتمان‌های قابل‌تشخیص و مجموعه‌ای از روابط سازمانی خود را دارد. توسعه نهادی آن، شاید آن را مستقل‌تر از تمام حوزه‌های فرعی جامعه‌شناسی باقی می‌گذارد. جامعه‌شناسی روستایی در ایالات متحده در اوایل قرن بیستم زمانی شکل گرفت که بودجه فدرال برای دانشگاه های دولتی (دانشگاه های دولتی) برای مطالعه و کمک به جمعیت مزرعه در نظر گرفته شد. دپارتمان‌های جامعه‌شناسی «روستایی» جداگانه به تدریج در کالج‌های کشاورزی ظاهر شدند که به موازات حوزه‌های اساسی موجود در دپارتمان‌های جامعه‌شناسی عمومی بودند. با گذشت زمان، حوزه‌های تخصصی روستایی-محور، به ویژه جامعه‌شناسی کشاورزی و جامعه‌شناسی منابع طبیعی/ زیست‌محیطی پدیدار شدند. یک سنت طولانی از ارتباطات میان‌رشته‌ای به ویژه با اقتصاد کشاورزی، علوم زیست‌محیطی و جغرافیای اخیر وجود دارد. هوفر در سال 1926 می‌نویسد:
"در طول پانزده سال گذشته بیش از پانصد موسسه که به طور گسترده در ایالات متحده متفرق شده‌اند ، یک یا چند دوره در جامعه شناسی روستایی را به برنامه درسی خود اضافه کرده‌اند. برخی از موسسات دوره‌های تحصیلات تکمیلی را در این زمینه ارائه می‌دهند و برای کار تحقیقاتی مقررات خاصی را وضع می‌کنند."
جامعه شناسان روستایی در محافل سیاست عمومی فدرال، ایالتی و محلی و در تلاش‌های جامعه‌شناسی عمومی که به توسعه جامعه، سیستم‌های کشاورزی و غذایی پایدار، و عدالت اجتماعی و زیست‌محیطی کمک می‌کنند، بسیار فعال بوده‌اند. از نظر کار در این حرفه، جامعه شناسان روستایی نیز در خارج از دانشکده‌های کشاورزی، در آژانس‌های دولتی، آژانس‌های توسعه بین‌المللی، و در سراسر نهاده‌ای دولتی و غیردولتی کار می‌کنند. اگر چه جمعیت روستایی به کاهش جهانی خود ادامه خواهد داد، اما دلایلی وجود دارد (نگرانی در مورد فقر روستایی، گام سریع مهاجرت و افزایش شکاف بین شهر و روستا) که فکر کنیم جامعه‌شناسی روستایی تاثیر گسترده‌ای در آینده خواهد داشت، زیرا زمینه‌های تحقیقاتی که شامل آن می‌شود، مورد توجه روزافزون دانشمندان علوم اجتماعی، سیاست‌گذاران و عموم مردم است. در حالی که کشورهای دیگر روش‌های خود را برای جامعه‌شناسی روستایی توسعه داده‌اند، بیشتر آن‌ها تحت‌تأثیر سنت‌های آمریکایی قرار گرفته‌اند.
تجزیه و تحلیل جامعه‌شناختی روستایی جوامع می‌تواند به مطالعات اجتماعی جامع گالپین (۱۹۱۵، ۱۹۱۸) برگردد. گالپین به عنوان موسس جامعه‌شناسی روستایی شناخته می‌شود. در دانشگاه ویسکانسین، گالپین مطالعات زندگی روستایی را براساس مطالعات اجتماعی آغاز کرد.